# マクヒース

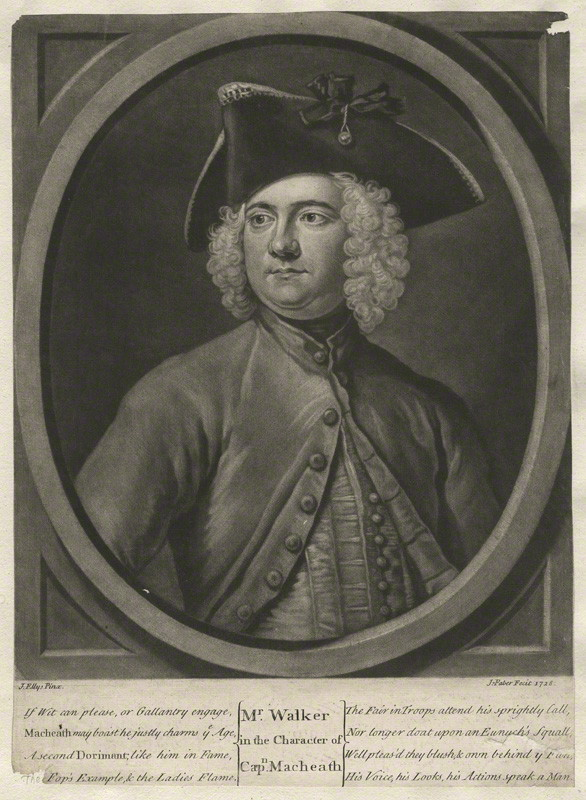
1728年にマクヒースを演じたトーマス・ウォーカーの肖像画

マクヒース（Macheath）は、ジョン・ゲイのバラッド・オペラ『ベガーズ・オペラ』（1728年）や、その続編『ポリー』（1777年初演）に登場する架空の人物。追い剥ぎマクヒースや、キャプテン・マクヒース（マクヒース船長）とも呼ばれる。

## 原作
マクヒースは、ジョン・ゲイが1728年に書いたバラッド・オペラ『ベガーズ・オペラ』に、騎士道的なハイウェイマンとして初登場した。その後、続編『ポリー』では海賊として登場した。
マクヒースのキャラクター設定は、刑務所からの脱獄や売春婦との恋愛劇、また暴力を嫌っていたジャック・シェパードに部分的に影響を受けたと思われる。彼の宿敵は故買屋のピーチャムである。ピーチャムはロバート・ウォルポールやジョナサン・ワイルドの風刺として理解できる。

## 大衆文化への影響
ビクトリア朝時代の1841年にペニー・ドレッドフルの1作として、ピアース・イーガン・ザ・ヤンガーが書いた『マクヒース船長（Captain Macheath）』に主人公として登場する。

## 三文オペラにおいて
『ベガーズ・オペラ』を翻案した1928年のベルトルト・ブレヒトの戯曲『三文オペラ』にも「マック・ザ・ナイフ（Mack the Knife）」として登場する。物語における役割は、原作や派生作にほぼ準じるものの、そのキャラクター設定は人殺し、強姦魔、少女を誘惑する者として、あまりロマンチックなキャラクターとしては描写されていない。